# Skövdebostäder
AB Skövdebostäder är Skövdes största hyresvärd som ägs av Skövde Stadshus AB. Företaget grundades 1943 och äger drygt 5 300 bostäder i alla former från centrala smålägenheter i 1800-talshus till naturnära boende i nybyggda fristående villor.